# Montafonerhaus

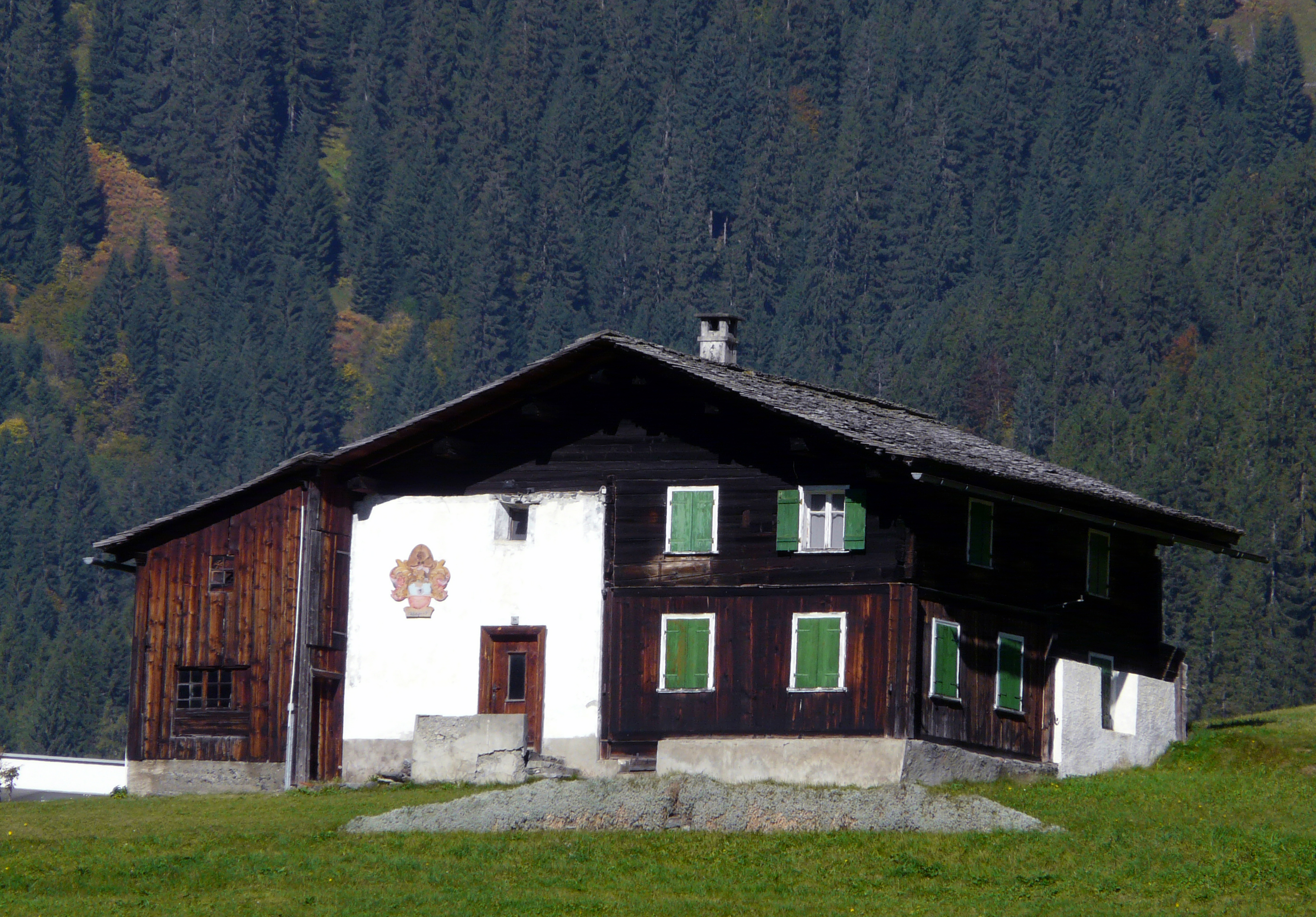
Montafonerhaus, Typ I, in Gortipohl

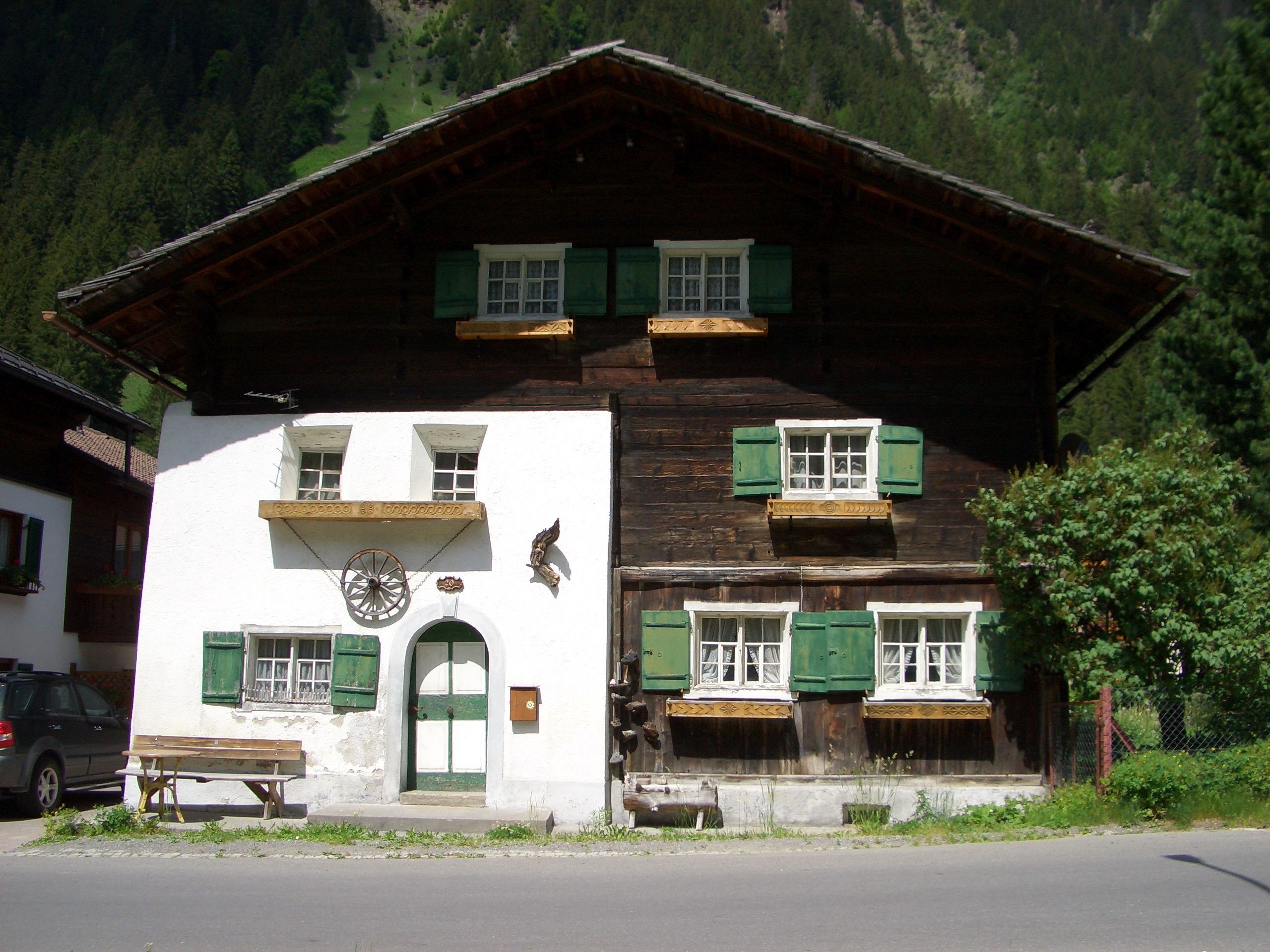
Montafonerhaus vom Typ I in Partenen (Gaschurn)

Das Montafonerhaus (auch Montafoner Haus) ist eine für das Montafon vom 15. bis ins 20. Jahrhundert typische Hausform in Stein-Holz-Mischbauweise. Es bildete den Hauptbestandteil der Montafoner Kulturlandschaft und war eine Eigenheit des Tales.

## Aufbau
Im Montafon entwickelte sich aus dem rätoromanischen Steinhaus, das seinen Ursprung in Graubünden hatte, und dem hölzernen Walserhaus, Ursprung im Wallis, eine eigene Hausform in Stein-Holz Mischbauweise. Die weiß getünchten Mauern bilden einen deutlichen Kontrast zu den schwarz-braunen Holzwänden.
Das Montafonerhaus ist ein Flurküchenhaus, dessen Giebel zum Tal hin ausgerichtet ist, wodurch das vom Dach abrinnende Wasser am Boden parallel zu den Traufseiten talabwärts rinnt und nicht in das Gebäude eindringt. Das flache Dach ist ein Schneedach mit einer Neigung von 23 bis 25 Grad und war ursprünglich ein Schwerdach (dreifach mit Legeschindeln gedeckt mit Schwerstangen und Schwersteinen). Ein Schneedach ist so flach geneigt, damit der Schnee als Wärmeisolation auf dem Dach liegen bleibt und nicht als Dachlawine abrutscht.

Die Mauer mit der Eingangstür (meist in Rundbogenform) und die Räume dahinter (Vorhaus und Küche) sind aus Stein gemauert, der Rest des Hauses hat Holzwände. Es lassen sich zwei Grundtypen unterscheiden, je nachdem, wo die Eingangstür liegt: Beim Typ I liegt sie in der talwärtigen Giebelwand, beim Typ II liegt der Eingang seitlich an der windgeschützten Traufseite.

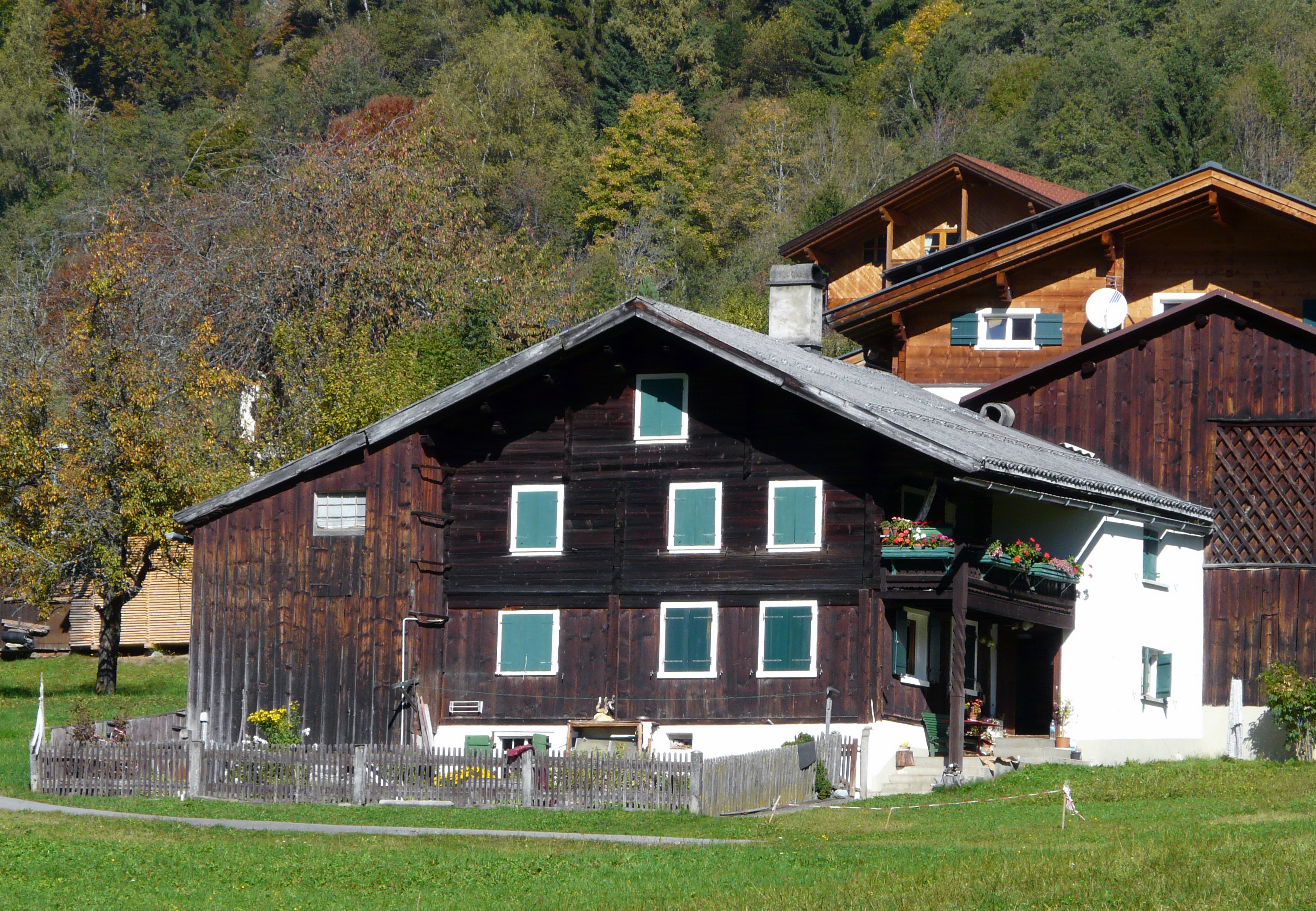
Montafonerhaus, Typ II, in Gortipohl

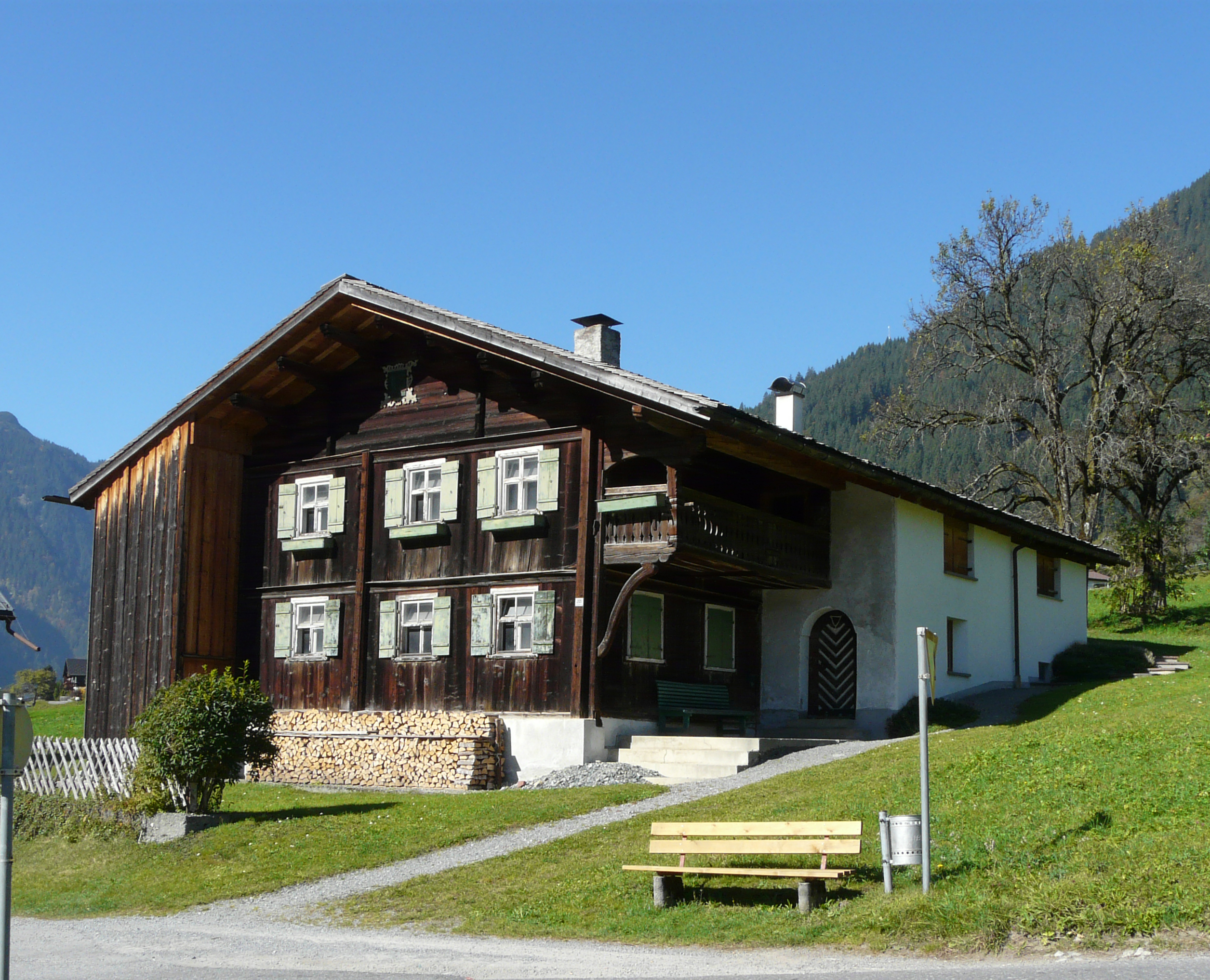
Montafonerhaus, Typ II, in St. Gallenkirch

Das Haus wird beheizt von einem zentralen Kachelofen, der in der Stube (Stoba) von einer gemauerten, vom warmen Rauch durchzogenen Sitzbank ergänzt wird, der sogenannten Kuschbank. In der Stube gibt es üblicherweise auch einen Herrgottswinkel (Jesus am Kreuz in der Ecke, rechts und links davon Bilder von Maria und Josef) mit Montafoner Tisch (quadratisch oder achteckig mit schrägen Beinen und einer Schieferplatte in der Mitte), Eckbank und Stühlen. Die Stube hat oft eine Kassettendecke, und die Wände sind holzgetäfelt.
An der Schlechtwetterseite des Montafonerhauses gibt es einen Schopf aus bretterverschaltem Fachwerk; er ist oft etwas vorgezogen, um die Zugluft abzuhalten. In der Nähe des Einganges, an einer windgeschützten sonnigen Stelle gibt es oft einen Ruheplatz mit Bank, die sogenannte Bsetzi.

## Nebengebäude
Nahe beim Haus liegt oft ein kleiner Kräuter- und Gemüsegarten, der mit einem Zaun gegen Vieh und Wild gesichert ist. Der fast ganz in Holz gebaute Heustall steht 10 bis 20 m vom Wohnhaus entfernt; beide zusammen bilden sie einen sogenannten Paarhof (Stall und Wohnhaus stehen nebeneinander oder gegeneinander, in Lawinengebieten auch hintereinander). Der Stall ist meist größer und exponierter als das Wohnhaus, damit das Haus windgeschützter ist und das Heu im Stall durch den Wind weitertrocknen kann.
Oft gibt es in der Nähe noch einen Selch, einen kleinen Holzschuppen zum Räuchern.

## Siedlungsform
Ursprünglich war das Montafon nicht als Dorfstruktur angelegt. Stattdessen bestand das Tal aus Einzelhofsiedlungen. Diese entstanden zur Zeit der ersten Rodung des Waldes.
Ein besonderes Merkmal des Montafons ist das Fehlen von Hecken im gesamten Tal.